# Kvinnliga SK Artemis
Kvinnliga SK Artemis var en sportklubb för kvinnor i Stockholm.
Klubben bildades 1927 som en utbrytning ur Stockholms kvinnliga bandyklubb. Nästan hela  A-laget lämnade föreningen.
Det är då naturligt att klubben spelade bandy. Klubbens spelplats var Hjorthagens IP. Stockholm hade på 30-talet fyra kvinnliga bandylag. Två andra sportgrenar stod på programmet : friidrott och handboll. Under tidigt 1930-tal börjar man spela handboll och friidrotta. Ruth Dahlin var föreningens namnkunnigaste. Hon vann flera SM-medaljer i sprinterlöpning.
Senare blev helt klart damhandbollen det som klubben var mest känt för. SK Artemis var Stockholms ledande handbollsklubb under flera decennier, och vann ofta distriktsmästerskap och den lokala "elitserien".  Klubben propagerade bland annat för damhandboll genom turnéer i Sverige. 1970 ville Stockholmspolisens IF börja satsa på damhandboll i samarbete med Artemis och satsningen tog sig till allsvenskan när den startades 1971-1972. Till en början fogades SK Artemis till klubbnamnet men snart föll det bort och blev bara Stockholmspolisens IF. Därmed försvann klubben ur historien.